# Gordon Allport
Gordon Willard Allport (Montezuma, Indiana, 1897. november 11. – Cambridge, Massachusetts, 1967. október 9.) amerikai szociológus és szociálpszichológus, a személyiségelméleti kutatások első, legjelentősebb képviselője, a pszichoanalitikus és a behaviorista lélektan határozott ellenfele.

## Élete
1897-ben Montezumában, az Egyesült Államokban született, négy fiúgyermek közül a legfiatalabbként. A Harvardon tanult pszichológiát és társadalometikát, külföldi tanulmányutakat követően pedig haláláig a Harvard pszichológia és szociálpszichológia professzoraként tanított. Munkássága nagy részében a Harvard Egyetemen, a szociáletika részlegén tevékenykedett, ahol a személyiségvonások témája foglalkoztatta. Elmélete fejlesztésén túl széles körben tanulmányozta az előítéletesség jelenségét is. 1967-ben hunyt el Cambridge-ben. Magyar nyelven is olvasható fő művei: A személyiség alakulása és Az előítélet. További híres műve: Personality: a Psychological Interpretation.

## Munkássága: A vonáselméletek kezdete
Gordon Williard Allport volt az első és egyúttal egyik legismertebb vonáselmélet-kutató. Nagy érdeme, hogy több mint négy évtizednyi tudományos tevékenységével a személyiség kutatását a tudományos pszichológia érdekes és nagy kihívást jelentő területévé tette. Szemléletét tekintve Allport elhatárolódik mind a behaviorizmustól, mind az analízistől, és ily módon alkotja meg sajátos, „vonáselméleti” felfogását. Hívő keresztény, de munkássága mégsem tükrözi e szemléletet; ideológiamentes marad. Egy híres anekdota életéből: 22 éves korában Bécsbe utazott azzal a céllal, hogy találkozzon a kor egyik leghíresebb szakemberével: Sigmund Freuddal. Freuddal való találkozása után arra a véleményre jutott, hogy a pszichoanalízis spekulatív tudományterület, Freud pedig eltúlozza a tudattalannak a személyiségre gyakorolt hatását. Úgy vélte, a felnőtt, egészséges ember olyan racionális tudatos lény, aki ellenőrzése alatt tartja a viselkedését irányító motívumokat, a tudattalan pedig csak a patológiás vagy a neurotikus személyiségeknél kerül előtérbe. A múltbeli élmények, tapasztalatok a jelen viselkedésre gyakorolt hatásáról alkotott véleménye ugyancsak eltért Freudétól, hiszen úgy gondolta: az ember nem rabja gyerekkori konfliktusainak, viselkedése sokkal inkább a jelenre és a jövőre irányul, mintsem a múltból élne. A pszichoanalízissel való szembehelyezkedésének harmadik pontja, hogy Allport az egészséges személyiség megismerésére törekedett, és szerinte ehhez a patológiák tanulmányozása útján nem lehet közelebb kerülni. A személyiségkutatásban törekedett a saját útját járni, és kidolgozni egy olyan „eklektikus” elméletet, amely nagy hangsúlyt fektet az egyén egyediségére.
Tudományos érdeklődésének középpontjában a személyiség összetevőiről és szerveződéséről szóló kutatások álltak, amelyek eredményeképpen az emberi pszichét hierarchikusan felépülő és szerveződő személyiségvonások hierarchiájaként igyekezett leírni. Ez irányú szintézisében elemezte a személyiségfejlődés szakaszait, a személyiség működésének motivációs struktúráját. 
Szociálpszichológiai elemzései közül az előítéleteket vizsgáló munkája a legjelentősebb, amely egyebek között a vallásos magatartás és meggyőződés bizonyos elemeit is az előítéletesség szemszögéből tanulmányozza. Kifejezetten valláslélektani kérdésekben Abraham Maslow mellett Allport volt az amerikai humanista valláslélektani iskola legjelentősebb képviselője, aki a vallási motivációt is szigorúan profán és szekuláris módon, a személyiség egy összetevőjeként, az egyén és a közösség építőköveként vizsgálta és kitüntetett jelentőséget tulajdonított a vallásos meggyőződés viselkedésvezérlő és cselekvésirányító természetének, azt az analitikus elgondolást pedig határozottan elutasította, amely a vallást nem az individualitás építőkövének, hanem romboló hatású személyiségtorzító tünetnek tekintette.

### Allport felfogása a személyiségről
Allport a személyiséget hipotetikus entitásként határozza meg, amely a személyen belül helyezkedik el, pszichofizikai rendszerek dinamikus szerveződését jelenti; és meghatározza az egyén jellemző viselkedését, gondolkodását. Két részre, temperamentumra és karakterre osztja, igazodva a klasszikus görög filozófusok és a 19. századi orvosok felfogásához. Az előbbi alkotóelemet öröklött potenciálnak tekinti, amely jelentősen determinálja, hogy az egyén élete során kivé, mivé válhat. A karakter viszont inkább viselkedési kódot jelent, amelyet a társadalom határoz meg. A definíció fő elemei: változás, pszichofiziológiai determinizmus és egyediség. Egy másik vonásdefiníciója: „általános, adott egyénre jellemző neuropszichés struktúra, amely a viselkedés következetes és adaptív formáit vezérli”.
A vonások jellemzőinek összefoglalása Allport szerint (Hjelle és Ziegler, 1992 nyomán):
1. A vonás nem fikció, hanem valós, reálisan létező választendencia.
2. A vonás tartós viselkedés, „általánosabb”, mint a szokás. (A „rendszeretet” pl. több, mint reggeli fogmosás.)
3. A vonás dinamikus jellegű tulajdonság, amely meghatározza a viselkedést. Minden személy keresi az olyan helyzeteket, amelyekben kifejezésre juttathatja legfontosabb személyiségjegyeit.
4. A vonás létezése empirikusan is kimutatható – megfigyelések sorával, vagy esettanulmány útján.
5. Egyes vonások viszonylag függetlenek egymástól, míg mások kapcsolódnak. (Például a reflektivitás és a humor összefügg, hiszen az egyén ugyanarra a helyzetre integráltan, több síkon is reagál, viszont a precizitás és a barátságosság független jegyek.)
6. A vonás nem morális vagy társas értékeket fejez ki – optimális esetben a viselkedésre utal.
7. A vonás viszonyítható a személy más személyiségtényezőihez vagy akár a populációhoz is.[12] (Pl.: ha valakit „szégyenlősnek” titulálunk, mérlegeljük, hogy ez a tulajdonság milyen hatással van az életére, vagy másokhoz képest hogyan viselkedik.)
8. Ha egy adott cselekvés vagy szokás nem konzisztens a hozzátartozó vonással, ez még nem vonja kétségbe, hogy a vonás entitásként létezik. Így pl. valaki azért is lehet elnyűtt, elhanyagolt külsejű, mert éjjelenként beteg kisgyermekét ápolta.

A személyiség alkotóelemeiként a vonásokat jelöli meg, amelyeket prediszpozícióknak tekint a helyzetek egész sorában hasonló viselkedésre, és amelyek egy adott személyt konzisztensen megkülönböztetnek másoktól.5 Ugyanakkor azokra a vonásokra is koncentrál, amelyek minden személynél megtalálhatók, feltételezve, hogy a személyiségvonások összességének megismerése útján megérthetjük egy személy „lényegét”.
A konzisztenciát (a személyiség állandóságát) Allport transzszituációs jellegűnek tekinti, ezáltal szemléletében az interakcionista felfogást, a személyiség és a környezet a viselkedésre gyakorolt együttes hatását vallja. Feltételezi, hogy bizonyos vonások csak specifikus helyzetekben aktiválódnak, és ezáltal a konzisztencia nem általános. Bár egy adott vonás meglehetősen stabil is lehet, sokszor eltérő viselkedéses reakciókat jelent (pl. a barátságos ember sokféleképpen lehet kedves másokkal). Műveiben megjelenik a proaktív interakció gondolata, a mai elméletalkotókhoz hasonlóan úgy látta, hajlamosak vagyunk a személyiségünkhöz illő helyzetek aktív keresésére.

### Közös és egyéni vonások
Allport elsőként különíti el a nomotetikus és idiografikus megközelítést. Előbbi az emberek közös vonásainak, személyiségjegyeinek megismerése, leírása és megértése, utóbbi pedig egy adott egyén egyediségének, személyiségvonásai összekapcsolódásának tanulmányozását jelenti. Sok olyan vonást vél felfedezni, amelyek lényegében minden személynél egyediek, ezért az idiografikus, kvalitatív megközelítést szorgalmazza. Úgy véli, ha az emberekről általában tudunk valamit, ez adott személy megismerésénél meglehetősen keveset segít. Allportnál ugyanakkor mégis megjelennek egységes, közös vonások is, amelyek összehasonlíthatók, normál eloszlást követnek, és amelyeket a kultúra is befolyásol. A nyugati világban például a társas megismerés sablonjaihoz tartozik, hogy valaki introvertált vagy extravertált, liberális vagy konzervatív, e szociális sémák jelentése pedig egy azonos kultúra tagjainak számára többnyire egyértelmű. A gyökeresen eltérő társadalmak közt természetesen már nincs meg ez az egyezés. A közös vonásokkal ellentétben, az egyéni vonások nem összehasonlíthatók, hiszen adott személynél egyediek.Tanulmányozásukhoz értelmező-hermeneutikus módszereket szükséges használni, például naplók, levelek, élménybeszámolók tartalomelemzését. Későbbi munkáiban Allport az „egyéni” vonások helyett a „személyes” kifejezést használja, a közös
vonásokat pedig egyszerűen vonásokként említi. Vonástípusok aszerint is elkülöníthetők, hogy a személyiség mekkora tartományát fedik le, és milyen
széles körben befolyásolják a viselkedést. Allport kardinális, centrális és másodlagos vonásokat írt le.

#### 1. Kardinális vonásnak
tekintjük a szinte minden cselekvésben megnyilvánuló, az el sem rejthető általános tulajdonságokat (pl. megszállottság – Jeanne D’Arc; önzetlenség, segítőkészség– Teréz anya). Egyetlen olyan kardinális vonás van, amelyet lehet leplezni: a pszichopátia. A történelem és az irodalom jeles, ismert személyiségeit nemritkán ezekről is ismerjük. Néhány példa: fausti (az az ember, aki eladta lelkét az ördögnek), homéroszi (hősies), machiavellista (a cél szentesíti az eszközt elvet valló), szadista (másokat gyötrő, kínzó, Sade márkihoz hasonló személyiségű). A vonásfajta csak keveseknél lelhető fel.

#### 2. Központi vonások
sok különböző helyzetben irányítják a viselkedést. A kardinális vonásoktól eltérően, minden embernél megtalálhatók, és szűkebb körben hatnak. Ha a hétköznapi életben megkérnek bennünket, hogy jellemezzünk valakit (vagy akár kezdjünk önjellemzésbe)3–10 centrális jegyet szoktunk kiemelni.

#### 3. Másodlagos vonások
– Hatásuk még specifikusabb. Csak egyes helyzetekben mutatkoznak meg, és a személyiség általános jellemzésére sem használhatók. Ilyen lehet pl. az ételek kedvelése, a drogfogyasztás iránti attitűd, adott interakciós partner típus iránti speciális viselkedés (pl. ha adott személy csak a rendőrnek rendelődik alá, másoknak nem). Ha ezeket is fel akarjuk deríteni, alaposan ismernünk kell a vizsgálandó egyént.
A vonások általa feltételezett egyediségét egy példával illusztráljuk: lehet, hogy két személy egyformán fél a sötéttől, de mögöttes indokaik, kapcsolódó képzeteik egyáltalán nem egyeznek meg. A fenti hierarchiától eltérő másik rendszerében Allport a vonások alatti szintre a szokásokat helyezte, amelyekről úgy vélte, befolyásuk sokkal kisebb a vonásokénál, és merevebbek, mivel jól meghatározható ingerre adott sajátos választ feltételeznek. A szokások többnyire vonássá ötvöződnek (pl. a rendszeres rendezkedés, takarítás, a tisztaság kedvelése a rendszeretet vonás egyik eleme).

## Az attitűd
1935-ben Gordon Allport felülvizsgálta az attitűdteória és -kutatás egész területét. Több mint száz különböző attitűddefiníció áttekintése után Allport úgy találta, hogy a legtöbb kutató alapvetően megegyezik abban, hogy az attitűd tanult prediszpozíció valamely tárggyal vagy tárgyaknak egy osztályával szembeni válaszreakció következetesen kedvező vagy kedvezőtlen módját illetően. Rámutatott továbbá, hogy ez a kettősség az attitűd irányulásában (a kedvező, illetőleg a kedvezőtlen) gyakran úgy szerepel, mint a fogalom legjellemzőbb vonása. Tehát az attitűdöt úgy fogták fel, mint egy egyszerű egydimenziós fogalmat.
De ahogy Allport megjegyzi, az erre az attitűdkoncepcióra alapozott kutatás nem volt eredményes a viselkedés predikciójára nézve, s szerinte az egydimenziós szemlélet túlegyszerűsített. Valóban Allport szemszögéből nézve két ember hasonlóképpen kedvezően viszonyulhat egy tárgyhoz, mégis különbözőképpen érezhetnek a tárgy egyes összetevőivel vagy vonásaival szemben. Például két ember egyforma jóindulatot érezhet az egyház iránt, de egészen különbözőképpen érezhet az egyház egyes vonásaival vagy gyakorlatával szemben. Hasonlóképpen, két ember egyformán a változás mellett lehet, de ugyanakkor nem egyeznek meg egy reformmozgalom kiviteli módjában. Így Allport szerint, bár két ember ugyanolyan fokú érzelemmel viseltethetik egy tárgy iránt, kvalitatíve különbözhetnek egymástól hozzá való attitűdjükben. Nyilvánvaló – folytatja –, hogy az egyik ok, amiért nem tudjuk megjósolni a viselkedést az attitűdből, az, hogy a mi attitűdméréseink egydimenziósak, és nem veszik számításba az attitűdnek ezt a kvalitatív természetét.
Allport ezért döntött az attitűd kvalitatív természetének tekintetbevétele mellett. Allport ellenvetését azonban nem kísérte ezeknek a kvalitatív különbségeknek a mérésére alkalmas technika, s ez részben megmagyarázhatja, miért talált az ellenvetés süket fülekre. Valóban, hogy folytassuk Allport áttekintését, a kutatók tovább folytatták az attitűd egyetlen jellemzővel való mérését, ami lényegében a tárggyal szemben megnyilvánuló kedvező vagy kedvezőtlen egydimenziós skálán helyezte el a válaszolót. Sőt érdemes megjegyezni, hogy a két legnagyobb attitűdmérő eszköz, amelyet Allport beszámolója óta bevezettek (a Guttmann-skála és a szemantikus differenciál), kifejezetten egydimenziós adatok nyerésére szolgált. Mindamellett a viselkedés predikciója alapvető koncepció maradt, és megoldatlan probléma.

## Allport a személyiség fejlődéséről és működéséről
Az én működését vizsgálva, Allport én-definíciók százait tekintette át, azonban egyiket sem tudta teljességgel elfogadni. Hangsúlyozta, hogy az én az emberi természet pozitív, kreatív, növekedésre és fejlődésre törekvő, jövő felé irányuló része. Számos aspektusát különítette el, kiemelve az egyes részeknek a személyiség szempontjából megfigyelhető hasznosságát. Ezzel együtt egy lényegi én-struktúrát is leírt, amelyet a proprium névvel jelölt. Felfogása szerint ez a struktúra egyfajta rendező elv, amely egységbe integrálja az attitűdöket, vonásokat, értékeket, motívumokat, diszpozíciókat. Az egyik fő motiváló erőnek a biológiai túlélést tekinti, melyhez az opportunisztikus működésmódot
kapcsolja. Ez az erő reaktív, múltra orientált és biológiai jellegű, így az emberi természetnek csak viszonylag kis részét magyarázza. A többi részt más működtető erő határozza meg, a propriális funkció, amely, az opportunisztikus funkcióval ellentétben, proaktív, jövőre orientált és pszichológiai jellegű; kapcsolódik az énképhez, az egyén önkifejezését szolgálja. Allport úgy véli, minden, ami történik velünk, jelentősen függ attól, hogy önmagunkat hogyan látjuk, s ily módon az utóbbi – elengedhetetlen – működésmóddal jár.
A proprium jelentését egy példával lehet érzékeltetni. Ha most az Olvasó visszaemlékszik egy helyzetre, amikor erős, kényszerítő késztetést érzett arra, hogy valamit egy bizonyos módon kell tennie, biztos lehet benne: a múltnak ezen a pontján fontos dolgot tapasztalhatott meg önmagával kapcsolatban. Allport szerint ilyenkor a propriális működésmódot használjuk. Hasonló élmény az is, amikor egy önismereti foglalkozás során fontos felismerésig jutunk, érezzük, hogy amit megtapasztaltunk, az valóban rólunk szól. A propriális működés lényegében azt jelenti: úgy cselekedni, hogy a tetteink összhangban legyenek a valódi énünkkel. Allport kétféle, fenomenológiai és funkcionális proprium-definíciót használt, s eközben minél körültekintőbben próbált eljárni e fontosnak vélt fogalom meghatározásánál. Fenomenológiai szempontból a proprium az általunk megtapasztalt ént jelenti, amely elemeit lényeginek, hozzánk közel állónak, kedvesnek éljük meg. A funkcionális definíció lényege viszont, hogy a proprium egyúttal a környezethez való alkalmazkodást is irányítja. A szerző munkájának egyik legfontosabb része a személyiség fejlődéséről szól. Véleménye szerint az emberi élet során nincs folytonosság múlt és jelen, gyermek és felnőtt énünk között, ennek megfelelően az emberi fejlődés szakaszokra tagolódik. A gyereket primitív ösztönök vezérlik, és viselkedése nagyrészt reflexszerű, az érett felnőtt személyisége viszont egészen más szinten működik (a funkcionális autonómia szerinti átrendeződés folytán). A személyiségfejlődés során időről időre a teljes személyiségrendszer megújul és átalakul: a különböző életszakaszokban új funkciók bontakoznak ki, és jutnak fontos szerephez. Az én hét funkciója is ezt a hierarchiát képezi le:
1. Testi én-érzés,
2. Én-identitásérzés,
3. Önértékelés,
4. Én-kiterjesztés,
5. Énkép,
6. Az én, mint racionális megküzdő,
7. Az én, mint törekvő (propriális küzdelem).

### Allport motivációelmélete
A motívumok a személyiség azon mozgatói, amelyek nem tekinthetők állandónak, hanem fejlődésen, változáson mennek keresztül. A motívumok jelen idejűek: a motivációk közül mindig csak azok érdekesek számunkra, amelyek a jelenben aktuálisak. A múlt csak akkor meghatározó, ha be tudjuk bizonyítani a hatását a jelenre. Pluralisztikus az elképzelése, hiszen sokféle eltérő motívumot feltételez: szerinte nem élhetünk azzal az egyszerűsítéssel, hogy valamennyi motívumot egy típusra vezetjük vissza (pl. hatalomvágy, tudattalan, önmegvalósítás, örömvágy).
Az egyén kognitív folyamatai dinamikus erővel rendelkeznek: az egyén céljai, hosszú távú tervei meghatározó erőt gyakorolnak a személyiség alakulására, mivel ezeken keresztül lehet csak folytonos a fejlődés, a növekedés és a kibontakozás. A motívumok egyediek: minden személy más-más motívumokkal rendelkezik és ezek egyedisége folytán ismerhetjük meg igazán az egyént.

### Motiváció és funkcionális autonómia
Allport szerint a jó motivációelmélet felismeri a motívumok folyamatos hatását, sokféleségét, a kognitív folyamatok dinamikus jellegét, és a motívumok egyediségét. A funkcionális autonómia lényege, hogy a jelenlegi motívumok nem azonosak a múltbeliekkel, azokkal csak történeti szempontból kapcsolódnak össze.
- Perszeveratív funkcionális autonómia: egyszerű neurológiai alapon működő feedback mechanizmus, idővel önfenntartóvá váló motívum.
- Propriális funkcionális autonómia: tudatos törekvés a célok, értékek felé, a saját élet tudatos kontrollja.

## Allport és az előítéletek – A szociálpszichológiában tett erőfeszítések
„"A szociálpszichológia feladata annak a meghatározása, hogy miként befolyásolja az egyén gondolkodását, érzelmeit és viselkedését mások tényleges, képzelt, vagy mögöttes jelenléte. "”

– (Társadalomban élünk) - Gordon Allport

Az előítéletek szociálpszichológiai kutatása kezdetektől fogva összekapcsolódott az attitűdök, a (köz)vélemény, a hiedelmek és sztereotípiák, a befolyásolás, a konformizmus és a tágabb kulturális környezet, a szocializáció kutatásával. A német fasizmus hatalomra jutása, mindenekelőtt a második világháború kitörése és európai pusztítása még inkább ráirányította a figyelmet arra a kérdésre, hogy milyen erkölcsi tőkével vesz részt Amerika az antifasiszta harcban, ha külföldön a szabadság és a demokrácia helyreállításáért küzd, míg belföldön a legkiáltóbb társadalmi igazságtalanságokat is eltűri. A nácik rémtettei, elsősorban az európai holokauszt történései megmutatták, hogy nincs következmény nélküli, „ártalmatlan" előítélet: egy kisebbséggel szemben táplált előítélet, ha politikai legitimációt nyer, koncentrációs táborok felállításához, genocídiumhoz, ártatlan emberek millióinak elpusztításához vezethet. Vagy másképpen fogalmazva, „igen keskeny a határ a szabad véleménynyilvánítás és a másokat emberi jogaikban korlátozó, deperszonalizáló, jelentős egzisztenciális hátrányokat okozó előítéletes megnyilvánulások között".
 E „keskeny határ" felismerésén alapul Gordon W. Allport híressé vált „fokozatossági" modellje, amely szerint az előítéletesség öt egymásra épülő fokozata különböztethető meg:
1. szóbeli előítéletesség;
2. elkerülés;
3. hátrányos megkülönböztetés, elkülönítés, kirekesztés;
4. fizikai agresszió;
5. üldözés és kiirtás.[14]

Allportnak az előítélet-kutatások korabeli eredményeit szintetizáló műve alig egy évtizeddel a második világháború után, 1954-ben jelent meg. Könyvéből kiderül, hogy ekkorra már jóformán nem volt olyan társadalmi rétege, etnikai, vallási csoportja vagy korcsoportja az Egyesült Államok lakosságának, amelyet legalább egy reprezentatív felmérés vagy illusztratív kísérlet erejéig meg ne vizsgáltak volna az előítéletesség alakulása és elterjedtsége szempontjából – a hároméves kisgyermekektől a háborús veteránokig, a mormonoktól a japánokig, a nyomornegyedek lakóitól a középosztály és a politikai, gazdasági, intellektuális elit tagjaiig. Allport nagy érdeme, hogy nem statikus képet rajzol az előítélet elterjedtségéről, megoszlásáról. Nem úgy fogja fel a kérdést, hogy adva van egy többség, amely az előítélet alanya, és egy kisebbség, amely az előítélet tárgya lenne. Az előítéletesség térképe ugyanis olyan térkép, amelyen a határok a nézőponttól függően elmozdulhatnak. Egy „uralkodó többség", amely egy kisebbséget diszkriminál és előítéleteket táplál vele szemben, csak addig uralkodó többség, ameddig tagjait egy adott kisebbség iránti gyűlöletük egyesíti. Abban a pillanatban azonban, amikor például nem a fekete kisebbség számít ellenségnek, a fehér uralkodó többség maga is a legkülönfélébb – egymással szemben álló – csoportok halmazára bomlik fel: olaszra és írre, katolikusra és zsidóra, kommunistára és Ku Klux Klan-tagra stb. Ha pedig a feketék csoportjához tartozó egyén antiszemita lesz, akkor a fehér többség által elszenvedett megaláztatásokért némi kárpótlást érezhet oly módon, hogy legalább a zsidók elleni előítélet tekintetében egy virtuális többséghez, a „nem zsidó uralkodó többséghez" tartozhat. Azok pedig, akik egyetlen „megvetett" kategóriába sem tartoznak, és ezáltal méltán tekinthetnék magukat a minden szempontból uralkodó többség képviselőinek, végül már oly kevesen lesznek, hogy maguk is kisebbségbe kerülnek, és ugyancsak megvetés, előítélet, sztereotipizálás tárgyává válhatnak. Ők lesznek például az undok és pökhendi „WASP"-ok (White Anglo-Saxon Protestants), vagy ők lesznek a Wall Street hájas kapitalistái, akik a Kreml uraival vagy/és a nemzetközi cionizmussal szövetkezve szőnek összeesküvést az amerikai nép – „az igazi többség" – elpusztítására.
Allport klasszikus művének egyik fő kérdése, hogy kialakulhatnak-e (vagy legalábbis egy racionális társadalomtudománnyal szövetkező felvilágosult államhatalom segítségével kialakíthatók-e), s nem csupán a kivételes egyéni esetek szintjén, az emberiséghez fűződő kötelékek egy olyan világban, ahol az emberiséget alkotó csoportok közötti valóságos – de antropológiailag és szociológiailag egyaránt relatív – különbségeket az emberi pszichikumnak egy sajátos működése abszolút különbségekké, a „mi" és az „ők" mindig bennünket igazoló, kizárólagos ellentétévé merevíti. Kiiktatható-e világunkból az előítélet, ennek a kategorizációs folyamatnak az egyik leghétköznapibb – de adott körülmények között az előítélettel sújtott csoport fizikai megsemmisítéséhez is elvezető – megnyilvánulása? Ebben a kérdésben a montesquieu-i „világpolgárság" természetjogi koncepciója kerül szembe a minden ember testvériségének és egyenlőségének eszméjét sárba tipró pszichológiai mechanizmussal, amelynek determinánsa végső soron ugyancsak az „emberi természet". Allport ugyanis az előítéletet mindenekelőtt pszichológiai problémaként kezeli. Az előítélet nem egyszerűen előzetes ítélet (praeiudicium), nem pusztán hibás általánosítás, ismeretbeli tévedés, amely a tényekkel szembesítve minden további nélkül korrigálható, utólagos ítéletté alakítható, hanem olyan attitűd, amely meghatározott funkciót tölt be a személyiség érzelmi és motivációs „háztartásában" is.

## Allport elméletének összesített jellemzése és értékelése
Gordon Allportot – sokoldalú elméletalkotói, kutatási és oktatói tevékenysége folytán – joggal illeti meg a vonáselméletek atyja cím. Több pszichológus generáció nyúlt vissza módszertárához (főleg a kvalitatív módszerek propagálói és elismerői), fogadta el, vette át elgondolásait, magyarázó fogalmait. Szemléletmódja nagymértékben befolyásolta a későbbi vonásteoretikusokat, gondolkodása beépült több ismert, jelenleg is korszerűnek számító lélektani modellbe, fontos inspirációt nyújtott például a humanisztikus irányzat képviselői, Kelly, Maslow és Rogers számára. Már azzal sokban hozzájárult a pszichológia gazdagodásához, hogy a világban ő oktatott elsőként személyiséglélektani témákat, és úttörő elméleti munkákban jelentette meg elgondolásait. Nagy hatású gondolata volt például a kardinális vonás koncepció, amelyet a későbbiekben Eysenck és a Big Five teoretikusai is felhasználtak. Allport művében a személyiség egyediségét hangsúlyozta, s úgy vélte, az alapvető törvényszerűségeket és elveket követő tudományos módszerek a személyiség esetében nem lehetnek eredményesek annak teljes körű megértésében. Véleménye szerint egyedüli célravezető módszer egy-egy személy egyéni perspektívájának megismerése, amely viszont lehetetlen idiografikus személyiségleíró módszerek (naplók, feljegyzések, levelek elemzése) nélkül. Ennek megfelelően, kritikusan viszonyult a statisztikai jellegű, kvantitatív személyiségértékelésekből nyert információkhoz. Nem zárkózott el a kérdőíves kutatásoktól – két saját kérdőíve is volt –, de a személyiségmérést csak részben vélte ily módon megvalósíthatónak, nem látta értelmét egymástól független személyiségjegyek mérésének. Művei mindazonáltal nemcsak az idiografikus módszerek elterjedését, de a vonáselméletekből származó kérdőíves eljárások gyakorlati alkalmazását is elindították. Paradox módon, a Big Five kutatócsoport mérőeszközeinek korai „magvát” az a szókészlet (személyiségjegy-csoport) képezte, amelyet éppen Allport gyűjtött nagy erőfeszítések árán. Allportnak nem volt olyan szakmai utódja, akinek lényegében, vagy teljességében átadhatta volna lélektani világnézetét, voltak viszont nagy szakmai riválisai, akikkel gyakran polemizált a szaklapok hasábjain. Kritikusai a tudományos mérések hiányát vetették leginkább a szemére, elutasítva az általa propagált idiografikus módszert. Kirby és Radford (1976) például úgy vélték, Allportot oly mértékben félrevezették egyedi sajátosságai, hogy szem elől tévesztette: éppen hasonlóságaink tesznek bennünket emberré. A radikális behavioristák akár megértés nélkül is elutasították nézeteit, de mások is kiemelték nézeteinek falszifikálhatóságát és elméletének inkoherenciáját. A tudományos pszichológia csak részben volt az ő területe – sokszor inkább a gyakorló szakemberek számára nyújtott jó támpontot, hasznos háttérelméletet, inspiráló gondolatokat. Színes, érzelemdús, magával ragadó stílusban írt – és ezzel a kutatásra szocializálódott lélektani szerzők néha nehezen tudtak azonosulni, ellentétben a humanisztikus szerzőkkel. Mélyen emberközpontú gondolkodását egy idézettel illusztráljuk: A pszichoterápia legjobb módja, ha szeretetet adunk egymásnak, és kapunk egymástól. Ma is nyitott, s talán már örökre lezáratlan kérdés marad személyiségelméletének validitása – kevéssé kutatták, nem ellenőrizték. Nehezen kezelhető az a tény, hogy a koncepció egyes részei (pl.fejlődés-, motiváció- és struktúraelmélet) egymással nem teljesen integrálódnak, nehéz őket egységes képben látni. Több olyan fogalmat is használt, melyek a későbbiekben homályosnak bizonyultak, a későbbi pszichológus generációk például a proprium fogalmat nem tudták alkalmazni. Részben időtállónak – de legalábbis a későbbi generációk számára gondolatébresztőnek – bizonyult viszont a vonásfelosztása, és a funkcionális autonómiáról szóló leírása.

## Bibliográfia
- Studies in expressive movement (with Vernon, P. E.) (1933) New York: Macmillan.
- Attitudes, in A Handbook of Social Psychology, ed. C. Murchison, (1935). Worcester, MA: Clark University Press, 789–844.
- Personality: A psychological interpretation. (1937) New York: Holt, Rinehart, & Winston.
- The Individual and His Religion: A Psychological Interpretation. Oxford, England: Macmillan, 1950.
- Letters from Jenny. (1965) New York: Harcourt Brace Jovanovich.
- Becoming: Basic Considerations for a Psychology of Personality. (1955). New Haven : Yale University Press. ISBN 0-300-00264-5
- The Nature of Prejudice. (1954; 1979). Reading, MA : Addison-Wesley Pub. Co. ISBN 0-201-00178-0
- The Nature of Personality: Selected Papers. (1950; 1975). Westport, CN : Greenwood Press. ISBN 0-8371-7432-5
- The Person in Psychology (1968). Boston: Beacon Press
- Pattern and Growth in Personality. (1961). Harcourt College Pub. ISBN 0-03-010810-1
- Personality & social encounter. (1960). Boston: Beacon Press
- Psychology of Rumor. with Leo Postman (1948). Henry Holt and Co. ASIN B000J52DQU

## Magyarul
- Az előítélet; ford., utószó Csepeli György; Gondolat, Bp., 1977 (Társadalomtudományi könyvtár)
- A személyiség alakulása; ford. Dayka Balázs et al., utószó Kulcsár Zsuzsanna; Gondolat, Bp., 1980
- Az előítélet; ford., utószó Csepeli György, mutatók, irodalomjegyzék Iványi Erika; Osiris, Bp., 1999 (Osiris könyvtár. Szociológia)